# 燕山别墅34号

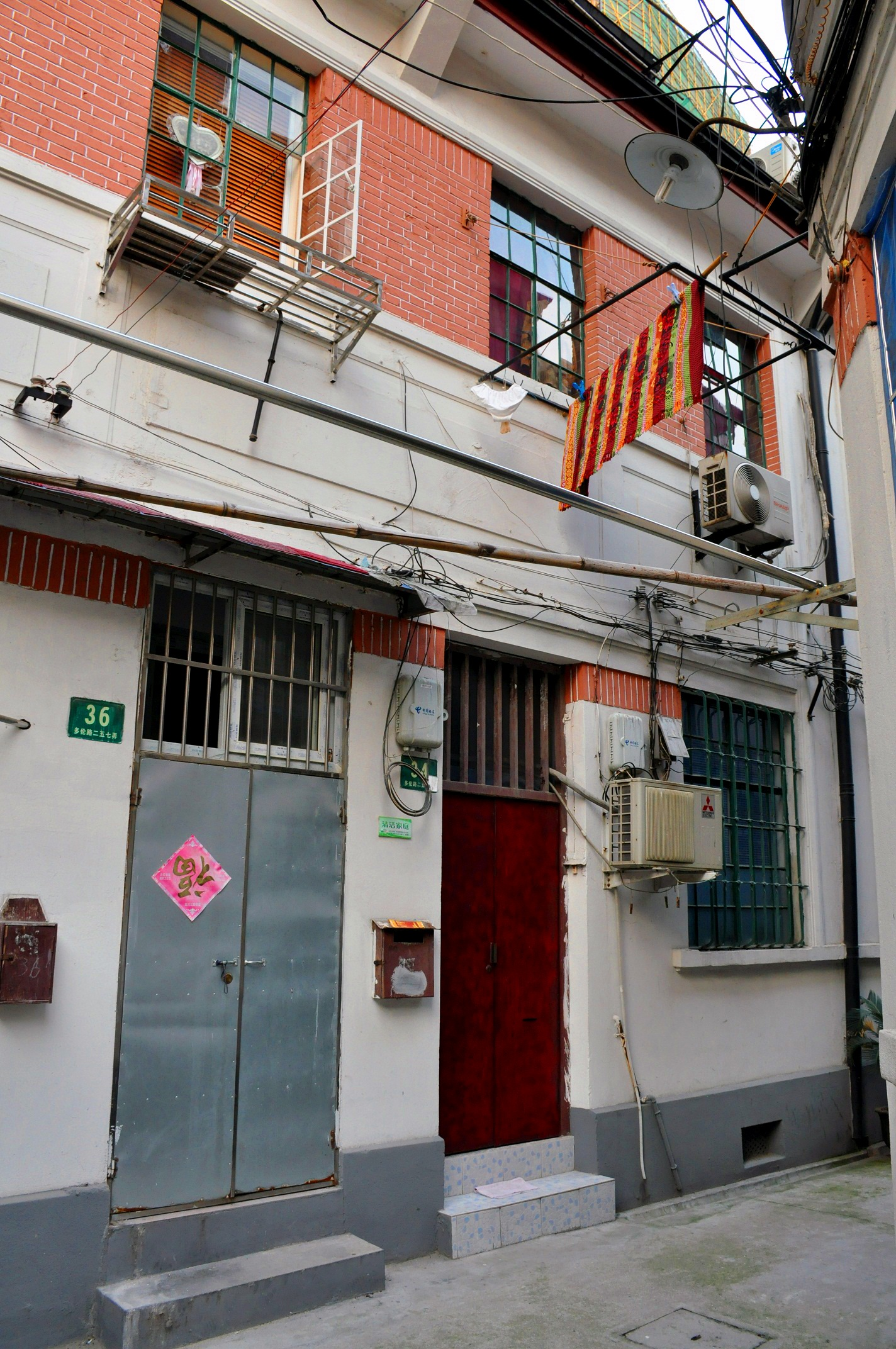

燕山别墅34号（鹿地亘旧居）是中国上海市的一座历史建筑，位于虹口区四川北路街道多伦路257弄34号。燕山别墅是建于1938年的新式里弄三层住宅，共有28幢。燕山别墅34号曾为日本作家、反战领袖鹿地亘旧居（1938-1946年）。1936年10月17日，魯迅來到鹿地亘住所拜訪鹿地亘，鹿地亘住所也是魯迅生前最後外出拜訪的地方。
2003年，燕山别墅34号（鹿地亘旧居）被列为虹口区登记不可移动文物。